# 46 Capricorni
46 Capricorni, som är stjärnans Flamsteed-beteckning, är en ensam stjärna, belägen i den norra delen av stjärnbilden Stenbocken och har även Bayer-beteckningen c1 Capricorni. Den har en skenbar magnitud på 5,10 och är svagt synlig för blotta ögat där ljusföroreningar ej förekommer. Baserat på parallaxmätning inom Hipparcosuppdraget på ca 4,1 mas, beräknas den befinna sig på ett avstånd på ca 780 ljusår (ca 241 parsek) från solen. Den närmar sig solen med en heliocentrisk radialhastighet på ca –16 km/s.

## Egenskaper
46 Capricorni är en gul till orange superjättestjärna av spektralklass G8 Iab, men klassas även som G7.5II-IIICN0.5, som istället anger en luminositet mellan en jätte och en ljusstark jätte. Överskottsanalys antyder att stjärnan ännu inte har passerat första "dredge-up". Den har en massa som är ca 4,6 solmassor, en radie som är ca 33 solradier och utsänder från dess fotosfär ca 627 gånger mera energi än solen vid en effektiv temperatur av ca 4 800 K.